# هيناتا كونيشي
هيناتا كونيشي (باليابانية: 小西 陽向) (مواليد 21 ديسمبر 2001) هو لاعب كرة قدم ياباني.

## وصلات خارجية
- هيناتا كونيشي على موقع رابطة كرة القدم اليابانية للمحترفين (اليابانية)
- هيناتا كونيشي على موقع قاعدة بيانات كرة القدم.إي يو (الإنجليزية)
- هيناتا كونيشي على موقع Soccerway.com (الإنجليزية)